# Мяо
 Тази статия е за етническата група.  За хонконгската актриса вижте Нора Мяо.  
Мяо или Хмонги е народност, населяваща високите части на Китай, Виетнам, Лаос и Тайланд.
Мяо могат да бъдат разделени на над 100 групи, отличаващи се по диалект, облекло и обичаи. Най-многобройни са в Хунан, Съчуан, Юннан и остров Хайнан.

## Численост

### Местно население
- Китай – 9 милиона
- Виетнам – 575 032
- Лаос – 450 000
- Тайланд – 101 хиляди

### Емигранти
- САЩ – 275 006
- Франция – 10 100
- Френска Гвиана – 2876
- Англия – 1000
- Австралия – 2400